# Romet Lider

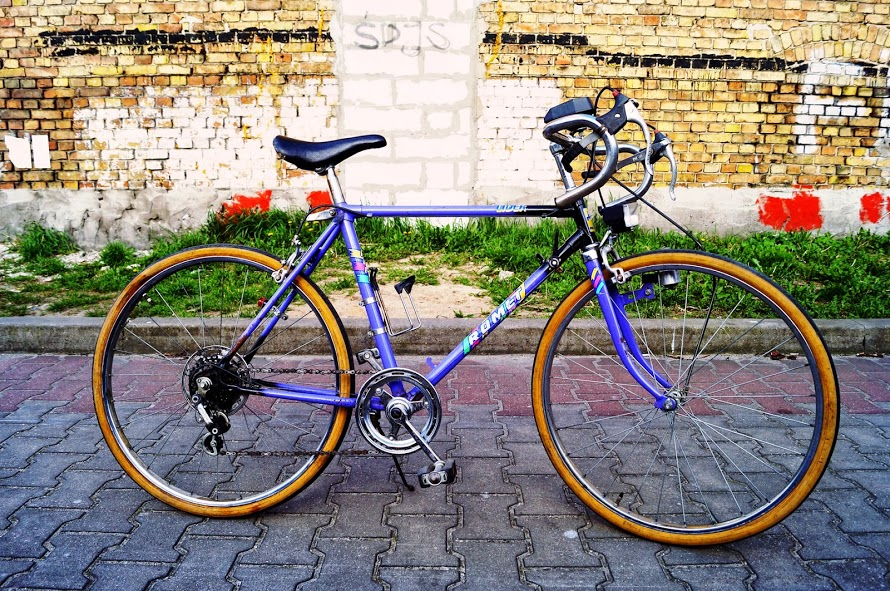
Oryginalny Romet Lider z września 1992 roku

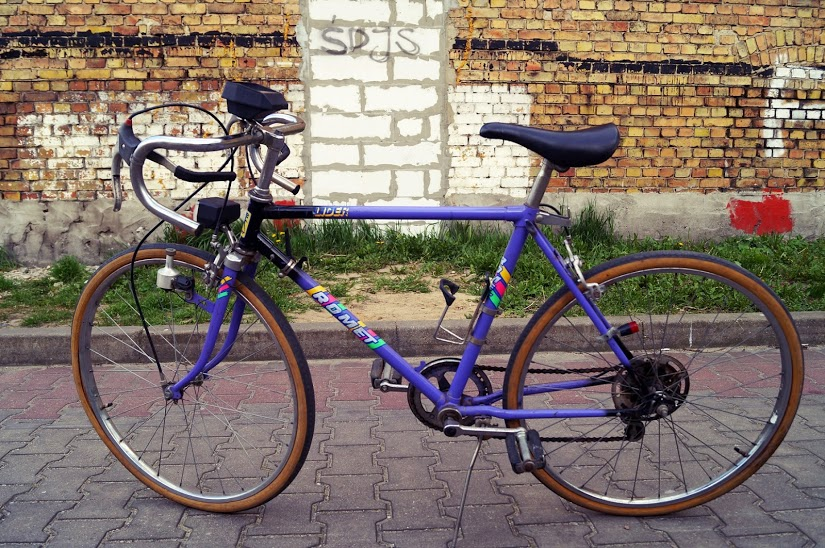
Oryginalny Romet Lider z września 1992 roku

Romet Lider – model roweru produkowanego w fabryce rowerów Romet w Bydgoszczy w latach 1992–1996. Pięciobiegowa „kolarzówka” na kołach 24-calowych. Opisany w prospekcie jako „sportowy, młodzieżowy, chłopięcy”. Numer katalogowy wersji chłopięcej to 7572, natomiast wersji dziewczęcej 7573.
Dane z katalogu „Kolekcja '94–95”:
- rama chłopięca 18"
- koła z oponami 24" × 1 3/8"
- obręcze stalowe chromowane
- piasty stalowe – tylna z wolnobiegiem 5-rzędowym
- przerzutka tylna z zestawem sterowania Shimano
- tylny i przedni hamulec szczękowy
- mechanizm korbowy typu BSA
- wyposażenie według zamówienia:
  - dzwonek
  - podpórka
  - oświetlenie
  - zestaw urządzeń odblaskowych